# Medal of Honor: Underground
Medal of Honor: Underground — продолжение шутера от первого лица Medal of Honor, разработанное студией DreamWorks Interactive и изданное компанией Electronic Arts (EA Games) 23 октября 2000 года для консоли PlayStation. В 2002 году была выпущена для Game Boy Advance. В создании игры принимал участие американский кинорежиссёр Стивен Спилберг.

## Сюжет
Главная героиня игры — молодая девушка по имени Манон Батист. Её персонаж основан на Элен Дешам Адамс, состоявшей во Французском Движении Сопротивления. В оригинальной «Medal of Honor» Манон Батист была координатором Джеймса Паттерсона, который получал от неё задания.
Манон родилась в городе Дюбюшон, однако большую часть своей жизни она провела в Париже вместе со своим братом Жаком. Её отец сражался в Первой Мировой войне и был отравлен немецким ядовитым газом.
После оккупации Франции Германией, Манон и Жак вступили в ряды французских партизан. В мае 1942 года, во время перестрелки с оккупантами Жак погиб, когда его грузовик с боеприпасами взорвался. Манон сумела спастись, скрывшись в катакомбах. Она добежала до деревни Сен-Мари, где помогла французам скрыть печатный станок для группы других членов сопротивления.
Сбежав из Сен-Мари, Манон устанавливает контакт с американским Управлением Стратегических Служб,  но она не ожидала, что спецслужба США будет следить за ней также. Позже Батист узнает, что её брат также имел связи с OSS, но скрывал личность Манон ввиду её безопасности. Полковник Стенли Харгроув, узнав о храбрости и героизме Батист, взял её в качестве агента и отправил на первое задание, в Северную Африку.
Первым заданием Манон стал саботаж немецких путей снабжения накануне операции "Факел", в ноябре 1942 года. Под прикрытием французского фотографа, Батист пробралась на немецкую базу и с помощью взрывчатки уничтожила топливный склад, радиостанцию и депо. Также Манон уничтожила зенитные орудия у аэродрома. Эвакуировал диверсантку Джеймс Паттерсон, ещё один агент OSS.
После её успеха в Северной Африке, в июне 1943 Манон была отправлена на Крит в украденном итальянском рыболовецком траулере. Немцы уничтожают корабли союзников в Средиземном море с помощью тяжелой артиллерии, а также наносят вред древним памятникам Кносского дворца. Манон проникла к памятникам, устранила псевдо-археологов и спасла артефакты. После уничтожения вражеских бункеров, Батист взрывает зенитные орудия и точку связи.
OSS узнает, что секретные документы Генриха Гиммлера лежат в замке под названием Вевельсбург. В сентябре 1943 года Манон отправляется туда на задание. Пробравшись через немецкую оборону, Батист находит нож Авраама, старинный артефакт, используемый при жертвоприношения Исаака.
Также Манон удается открыть сейф Гиммлера, украсть ценную информацию. Диверсантка находит погребальные камеры для Гитлера, Гиммлера и других высокопоставленных нацистских бонз. Эти гробницы были сделаны на подобии гробниц германских королей. Манон убежала из замка через подвал и подорвала мост, чтобы замедлить погоню немцев за ней. Далее она встретилась с членами Сопротивления в конспиративной квартире, позже — передала украденную информацию Союзникам.
Чтобы выйти из тупика в Италии, американские войска были вынуждены бомбить аббатства в Монте-Кассино. Однако вскоре OSS получает информацию о том, что в этих аббатствах находятся американские военнопленные 8-й армии ВВС. В июне 1944-го Манон отправляется освободить их. Пробившись к пленным, Батист освобождает капитана, который помогает ей освободить остальных лётчиков. После того, как все военнопленные эвакуируются, Манон успевает захватить с собой некоторую информацию.
Во время высадки Союзников в Нормандии, американский пилот Джо Бейлор, у которого есть ценные документы, был подбит и захвачен в плен. Освободить его поручили лейтенанту Майку Пауэллу, который успешно выполнил задание. После Майк отвел пилота к французским партизанам, где Манон спрятала Бейлора.
В августе 1944 Манон возвращается в Париж, чтобы помочь союзникам освободить город и отомстить за брата.

## Геймплей
Штаб игры — подпольный французский командный пункт Сопротивления, который расположен в переделанном подвале обычной французской пекарни. Уровни игры стали длиннее, а их количество при этом увеличилось. Сложность игры также возросла. Добавились новые условия прохождения и уничтожения врагов. В каждой миссии теперь необходимо выполнять обязательные задания: находить определённые вещи (карты, пропуски, журналы, планы, расписания), проводить диверсионные акты: взрывать мосты, склады оружия и другие стратегически важные объекты. В игре появилось новшество — Союзники. Теперь вместе с ними необходимо выполнять некоторые задания. Иногда их придётся защищать, так как от их жизни будет зависеть выполнение миссии.

## Оружие и техника
В игре есть следующее оружие: станковый пулемёт MG 42 (стационарный или мотоциклетный), гранатомёт Panzerfaust, автомат StG 44, пистолет-пулемёт MP-40, пистолет Walther P38, пистолет-пулемёт STEN, снайперская винтовка Gewehr 43, пистолет Colt M1911 и арбалет Big Joe, а также граната Stielhandgranate и бутылка с зажигательной смесью — «коктейль Молотова», винтовка BAR.
Из техники в игре присутствуют танки Т-II, T-III и T-IV, бронетранспортеры, мотоциклы BMW с коляской, грузовики Opel. В одной из миссий приходится прятаться от пулеметных очередей и бомб с самолёта Ju-87 «Штука».

## Задания
Игра состоит из 8 миссий, в которые включены 25 уровней. Первое своё задание Манон получает в 1942 году в Париже. Так же ей предстоит побывать в Германии, Греции, на острове Крит, в Италии и Северной Африке.
После завершения игры открывается новая миссия, названная «Panzerknacker» — «Бронебойный», в которой игрок выступает в роли лейтенанта Джеймса Паттерсона. Союзные войска получили сигнал бедствия, который послал неизвестный, сбивчиво сообщив о том, что после того как в старый заброшенном замок въехал немецкий учёный, там начали происходить странные вещи и всё вышло из-под контроля. Паттерсона отправляют туда, чтобы выяснить ситуацию. В самом замке и его предместьях появляются новые типы врагов, включая вооружённых собак, рыцарей, зомби-солдат и механических солдат-роботов, названных «Panzerknacker». Цель этой миссии заключается в том, чтобы собрать своего Panzerknacker, который поможет пройти заключительный уровень.

## Искусственный интеллект
ИИ был доработан:
- Действия врагов стали более согласованными: они начали прятаться в укрытиях, откуда могут вести непрерывный огонь и пользоваться гранатами, чтобы прикрывать идущих в атаку. При определённых обстоятельствах враг может поймать брошенную в него бутылку с зажигательной смесью и швырнуть обратно в игрока.
- Добавлены дружественные NPC, которые передвигаются по уровню по заранее проложенному маршруту, попутно прикрывая игрока.

## Отзывы
| Сводный рейтинг    | Сводный рейтинг | Сводный рейтинг |
| Издание            | Оценка          | Оценка          |
| Издание            | GBA             | PS              |
| ------------------ | --------------- | --------------- |
| GameRankings       | N/A             | 85,65 %         |
| Metacritic         | 46/100          | 86/100          |
| Иноязычные издания |                 |                 |
| Издание            | Оценка          | Оценка          |
| Издание            | GBA             | PS              |
| AllGame            | N/A             | [ 4 ]           |
| Edge               | N/A             | 7/10            |
| EGM                | N/A             | 5,67/10         |
| Game Informer      | N/A             | 9/10            |
| GamePro            | N/A             | [ 8 ]           |
| GameRevolution     | N/A             | B               |
| GameSpot           | 5,5/10          | 7,6/10          |
| IGN                | N/A             | 9/10            |
| Nintendo Power     | 2,3/5           | N/A             |
| OPM                | N/A             | [ 14 ]          |
| Maxim              | N/A             | 8/10            |

Версия игры для PlayStation получила положительные отзывы, в то же время версия для GBA подверглась жёсткой критике.